# Tomorrow Belongs to Me
Albums de The Sensational Alex Harvey Band
The Impossible Dream
(1974) Live
(1975)
Tomorrow Belongs to Me, sorti en 1975, est le quatrième album du groupe de rock écossais The Sensational Alex Harvey Band.

## L'album
À l'exception d'un titre, toutes les compositions sont du groupe.

## Les musiciens
- Alex Harvey : voix
- Zal Cleminson : guitare
- Chris Glen : basse
- Ted McKenna : batterie
- Hugh McKenna : claviers

## Les titres
1. Action Strasse - 3 min 16 s
2. Snake Bite - 4 min 00 s
3. Soul in Chains - 3 min 57 s
4. The Tale of the Giant Stoneater - 7 min 20 s
5. Ribs and Balls - 1 min 56 s
6. Give My Compliments to the Chef - 5 min 36 s
7. Shark's Teeth - 5 min 01 s
8. Shake That Thing - 4 min 10 s
9. Tomorrow Belongs to Me - 3 min 51 s
10. To Be Continued - 54 s

## Informations sur le contenu de l'album
Tomorrow Belongs to Me est une chanson de la comédie musicale Cabaret (1966).